# Бжезьниця (Підкарпатське воєводство)
Бжезьниця (пол. Brzeźnica) — село в Польщі, у гміні Дембиця Дембицького повіту Підкарпатського воєводства.
Населення — 3439 осіб (2011).
У 1975-1998 роках село належало до Тарновського воєводства.

## Демографія
Демографічна структура станом на 31 березня 2011 року:
|          | Загалом | Допрацездатний вік | Працездатний вік | Постпрацездатний вік |
| -------- | ------- | ------------------ | ---------------- | -------------------- |
| Чоловіки | 1750    | 421                | 1145             | 184                  |
| Жінки    | 1689    | 367                | 1005             | 317                  |
| Разом    | 3439    | 788                | 2150             | 501                  |